# Campiglossa matsumotoi
Campiglossa matsumotoi
 es una especie de insecto díptero que Tokuichi Shiraki describió científicamente por primera vez en el año 1968.
Esta especie pertenece al género Campiglossa de la familia Tephritidae.